# Riervescemont

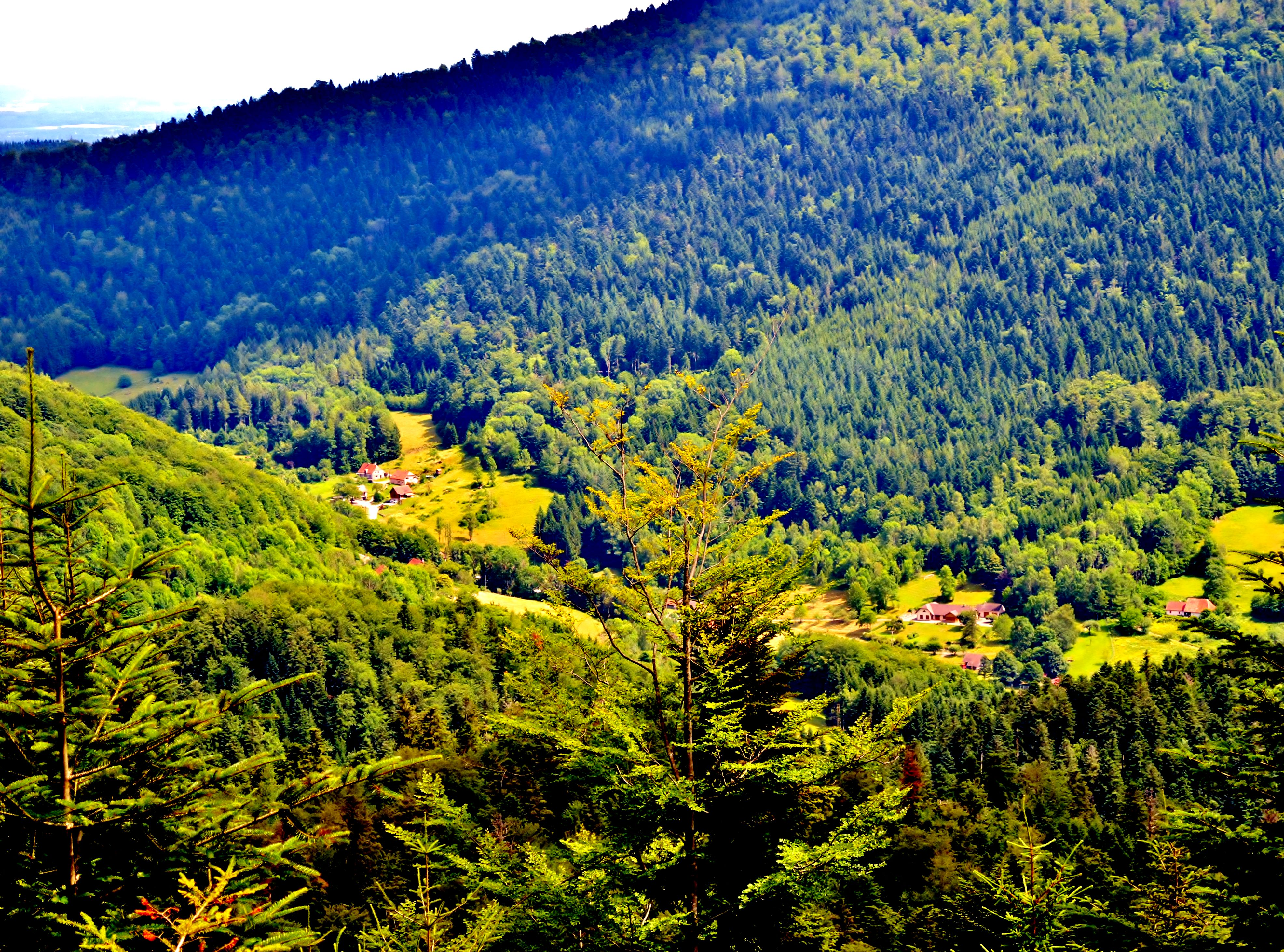
Riervescemont, vu du col de Chantoiseau.

Riervescemont est une commune française située dans le département du Territoire de Belfort, la région culturelle et historique de Franche-Comté et la région administrative Bourgogne-Franche-Comté. 
Riervescemont est administrativement rattachée au canton de Giromagny. Ses habitants sont appelés les Rosemontois.

## Géographie
Le village est situé au fond d'une vallée très étroite, au pied du Wissgrut, d'origine glaciaire qui donne naissance à la rivière la Rosemontoise. La vallée de Riervescemont permet un accès aux randonnées dans le massif du Ballon d'Alsace.

### Climat
Pour des articles plus généraux, voir Climat de la Bourgogne-Franche-Comté et Climat du Territoire de Belfort.
En 2010, le climat de la commune est de type climat de montagne, selon une étude du Centre national de la recherche scientifique s'appuyant sur une série de données couvrant la période 1971-2000. En 2020, Météo-France publie une typologie des climats de la France métropolitaine dans laquelle la commune est exposée à un climat semi-continental et est dans la région climatique  Vosges, caractérisée par une pluviométrie très élevée (1 500 à 2 000 mm/an) en toutes saisons et un hiver rude (moins de 1 °C). 
Pour la période 1971-2000, la température annuelle moyenne est de 8,6 °C, avec une amplitude thermique annuelle de 16,7 °C. Le cumul annuel moyen de précipitations est de 1 873 mm, avec 13,7 jours de précipitations en janvier et 11,5 jours en juillet. Pour la période 1991-2020, la température moyenne annuelle observée sur la station météorologique de Météo-France la plus proche, « Giromagny_sapc », sur la commune de Giromagny à 5 km à vol d'oiseau, est de 10,2 °C et le cumul annuel moyen de précipitations est de 1 636,6 mm. 
La température maximale relevée sur cette station est de 37,2 °C, atteinte le 24 juillet 2019 ; la température minimale est de −18,9 °C, atteinte le 20 décembre 2009,,. 
Les paramètres climatiques de la commune ont été estimés pour le milieu du siècle (2041-2070) selon différents scénarios d'émission de gaz à effet de serre à partir des nouvelles projections climatiques de référence DRIAS-2020. Ils sont consultables sur un site dédié publié par Météo-France en novembre 2022.

## Urbanisme

### Typologie
Au 1er janvier 2024, Riervescemont est catégorisée commune rurale à habitat très dispersé, selon la nouvelle grille communale de densité à sept niveaux définie par l'Insee en 2022.
Elle est située hors unité urbaine. Par ailleurs la commune fait partie de l'aire d'attraction de Belfort, dont elle est une commune de la couronne,. Cette aire, qui regroupe 91 communes, est catégorisée dans les aires de 50 000 à moins de 200 000 habitants,.

### Occupation des sols
L'occupation des sols de la commune, telle qu'elle ressort de la base de données européenne d’occupation biophysique des sols Corine Land Cover (CLC), est marquée par l'importance des forêts et milieux semi-naturels (89,5 % en 2018), une proportion identique à celle de 1990 (89,5 %). La répartition détaillée en 2018 est la suivante : 
forêts (89,4 %), prairies (10,5 %), milieux à végétation arbustive et/ou herbacée (0,1 %). L'évolution de l’occupation des sols de la commune et de ses infrastructures peut être observée sur les différentes représentations cartographiques du territoire : la carte de Cassini (XVIIIe siècle), la carte d'état-major (1820-1866) et les cartes ou photos aériennes de l'IGN pour la période actuelle (1950 à aujourd'hui).

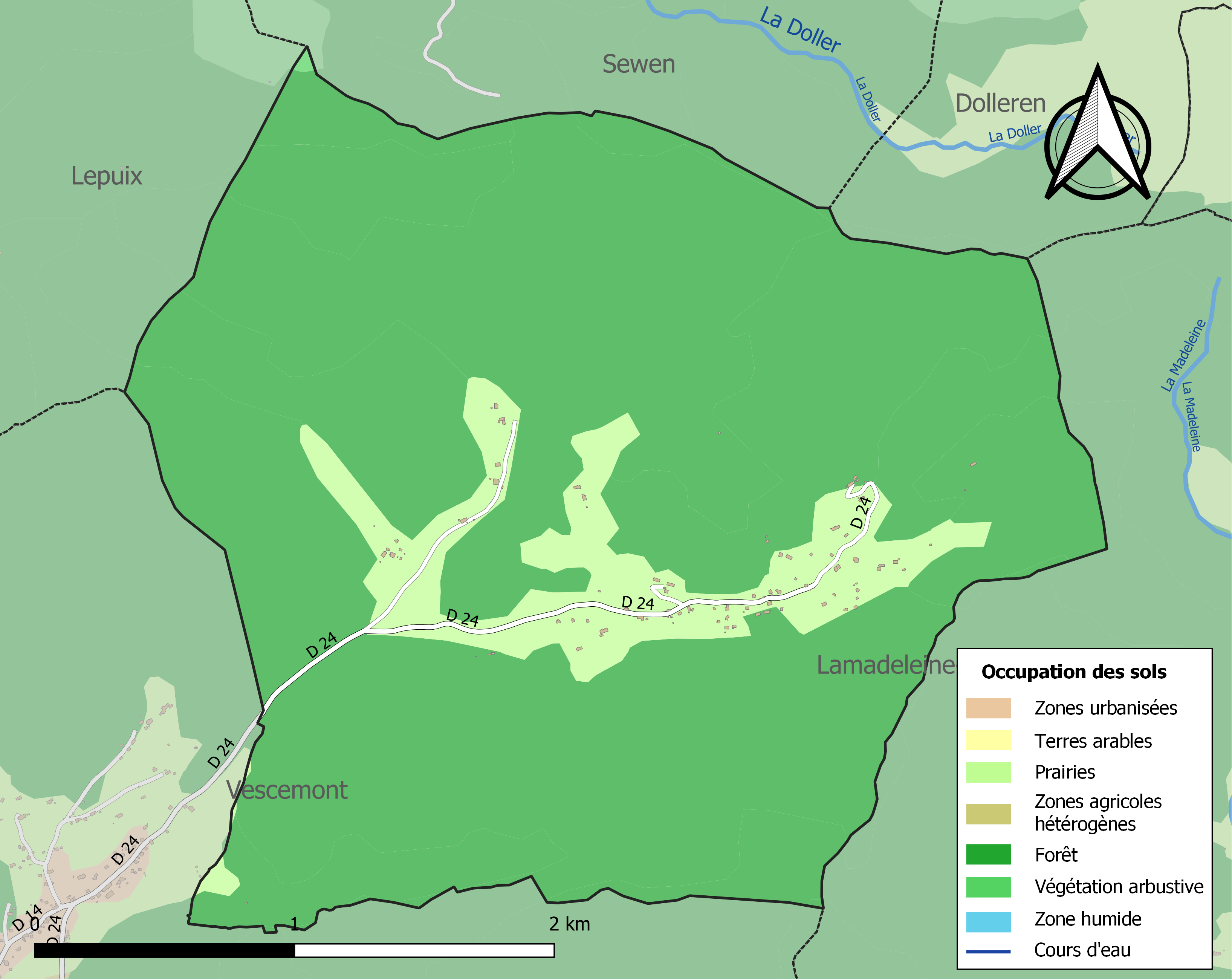
Carte des infrastructures et de l'occupation des sols de la commune en 2018 (CLC).

## Toponymie
- Rier Vescemont (1793), Riere-Vescemont (1801).

## Histoire
Le nom du village signifierait en ancien français derrière Vescemont.
C'est juste à l'entrée de la vallée, sur un rocher constituant un verrou impressionnant, que fut construit dans le milieu du XIe siècle le château du Rosemont. Au XVIe siècle, la seigneurie du Rosemont couvrait tout le nord-est du département ; son chef-lieu était Chaux. L'exploitation agricole de montagne put avoir lieu lors de la déforestation consécutive au développement des mines à la fin du Moyen Âge et à la forte demande en matériaux de boisage (boisage) pour les galeries, et en charbon de bois pour les fonderies. Le village n'est cité pour la première fois qu'en 1698. Il fait partie de la paroisse de Giromagny, sauf quelques familles habitant entre le ruisseau de la Louvière et le village de Rougegoutte.

## Politique et administration
| Période                                  | Période   | Identité          | Étiquette | Qualité |
| ---------------------------------------- | --------- | ----------------- | --------- | ------- |
| Les données manquantes sont à compléter. |           |                   |           |         |
| mars 2001                                | mars 2008 | Marthe Peltier    |           |         |
| mars 2008                                | 2014      | Michel Invernizzi |           |         |
| 2014                                     | 2019      | Yves Rietz        |           |         |
| juin 2019                                | En cours  | Fabien Canal      |           |         |

## Population et société
Cette petite commune proche de Giromagny dans le nord du Territoire de Belfort a voté à 55,38 % pour Marine Le Pen en 2012. 

### Démographie
L'évolution du nombre d'habitants est connue à travers les recensements de la population effectués dans la commune depuis 1793. Pour les communes de moins de 10 000 habitants, une enquête de recensement portant sur toute la population est réalisée tous les cinq ans, les populations de référence des années intermédiaires étant quant à elles estimées par interpolation ou extrapolation. Pour la commune, le premier recensement exhaustif entrant dans le cadre du nouveau dispositif a été réalisé en 2007.

En 2022, la commune comptait 86 habitants, en évolution de −16,5 % par rapport à 2016 (Territoire de Belfort : −2,78 %, France hors Mayotte : +2,11 %).
| 1793 | 1800 | 1806 | 1821 | 1831 | 1836 | 1841 | 1846 | 1851 |
| ---- | ---- | ---- | ---- | ---- | ---- | ---- | ---- | ---- |
| 225  | 224  | 214  | 267  | 281  | 265  | 240  | 235  | 216  |

| 1856 | 1861 | 1866 | 1872 | 1876 | 1881 | 1886 | 1891 | 1896 |
| ---- | ---- | ---- | ---- | ---- | ---- | ---- | ---- | ---- |
| 181  | 171  | 179  | 195  | 187  | 195  | 179  | 174  | 157  |

| 1901 | 1906 | 1911 | 1921 | 1926 | 1931 | 1936 | 1946 | 1954 |
| ---- | ---- | ---- | ---- | ---- | ---- | ---- | ---- | ---- |
| 141  | 134  | 126  | 109  | 94   | 82   | 81   | 73   | 66   |

| 1962 | 1968 | 1975 | 1982 | 1990 | 1999 | 2006 | 2007 | 2012 |
| ---- | ---- | ---- | ---- | ---- | ---- | ---- | ---- | ---- |
| 53   | 56   | 42   | 48   | 43   | 50   | 69   | 72   | 110  |

| 2017 | 2022 | - | - | - | - | - | - | - |
| ---- | ---- | - | - | - | - | - | - | - |
| 100  | 86   | - | - | - | - | - | - | - |

### Personnalités liées à la commune
- Jules Théophile Gasser, né le 11 avril 1865 à Riervescemont, mort le 28 mai 1958 à Oran (en Algérie française). Médecin-chirurgien, il a été élu maire d'Oran, 2e ville d'Algérie, de 1912 à 1921, puis de 1943 à 1945. Il a été également conseiller général, président du conseil général, membre du conseil supérieur du gouvernement de l'Algérie, sénateur du département d'Oran, membre du conseil de la République en décembre 1946, candidat malheureux à la présidence de la République française le 16 janvier 1947.

## Lieux et monuments

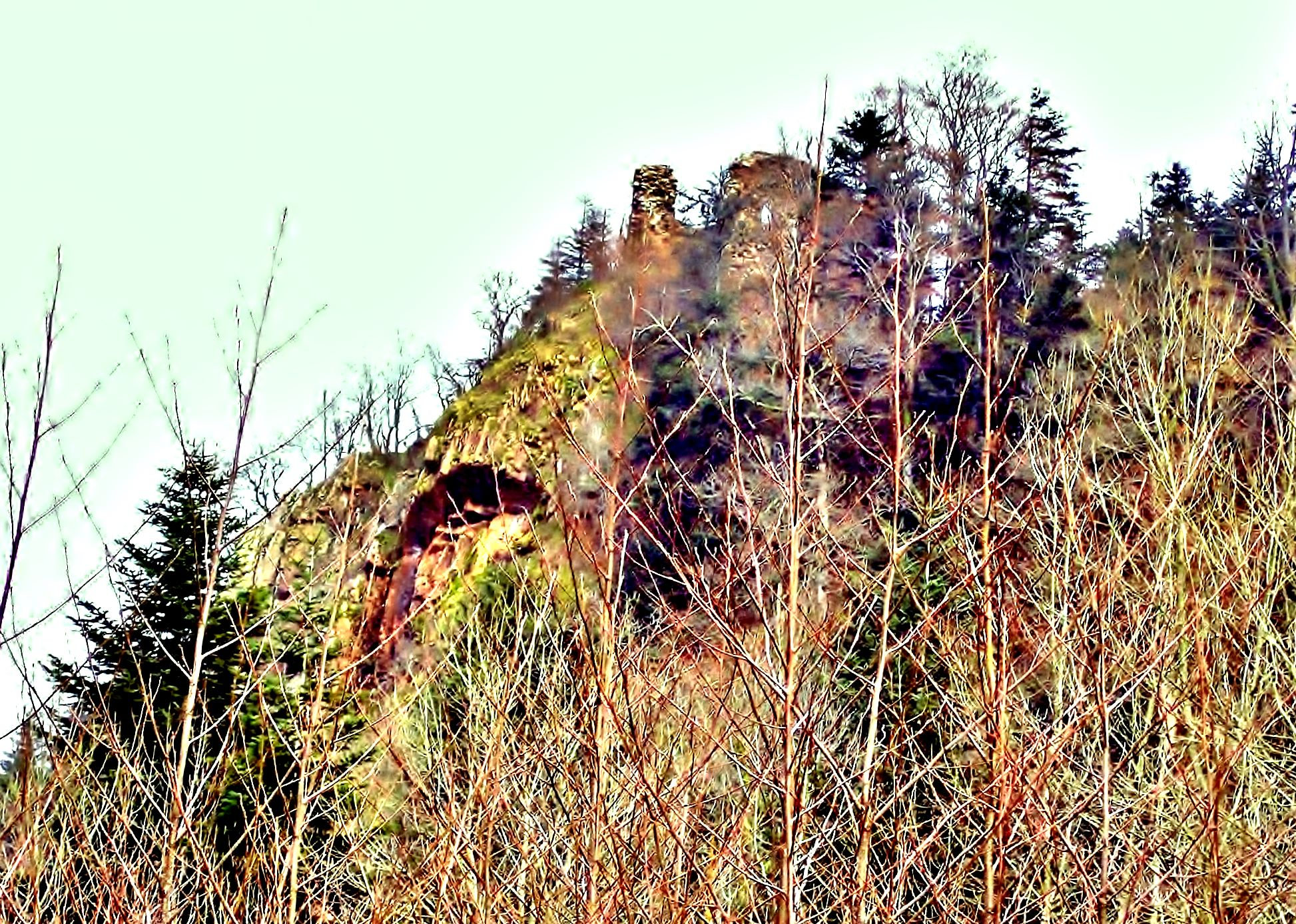
Ruines du château de Rosemont.

- Ruines du château de Rosemont.Ruines du château du Rosemont.

## Pour approfondir